# مسلم بن زياد الشامي
مسلم بن زياد الشامي، مولى ميمونة بنت الحارث زوج النبي محمد، ويقال بل: مولى أم حبيبة، وكان صاحب خيل عمر بن عبد العزيز، تابعي، وأحد رواة الحديث النبوي، من أهل حمص. رأى أنس بن مالك وفضالة بن عبيد.

## روايته للحديث النبوي
- روى عن: أنس بن مالك، وعَبْد الله بْن أَبي زكريا الخزاعي، وعمر بن عبد العزيز، ومكحول الشامي.
- روى عنه: إسماعيل بن عياش، وبقية بن الوليد، وعبد الله بن لهيعة.[1]
- الجرح والتعديل: ذكره ابن حبان في كتاب الثقات، وروى له محمد بن إسماعيل البخاري في الأدب المفرد، وأبو داود، والترمذي، والنسائي في عمل اليوم والليلة حديثًا واحدًا.[1]